# Kaieteurwaterval
De Kaieteurwaterval (Kaieteur Falls) is een waterval in het nationale park Kaieteur in Guyana, Zuid-Amerika. De naam is inheems en betekent oude man waterval.
De waterval bevindt zich op een hoogte van 408 meter, waarna de rivier Potaro circa 225 meter naar beneden valt in een lange en brede kloof. Dit maakt de waterval vier keer zo hoog als de Niagarawatervallen en twee keer zo hoog als de Victoriawatervallen. Het volume van de Potaro verschilt per seizoen. Gemiddeld valt er per seconde circa 650 kubieke meter water naar beneden.
Als eerste niet-inheemse werd de waterval in 1870 ontdekt door de Britse geoloog Charles Barrington Brown.
De waterval ligt op vijftien minuten wandelen van het Kaieteur International Airport.

## Galerij

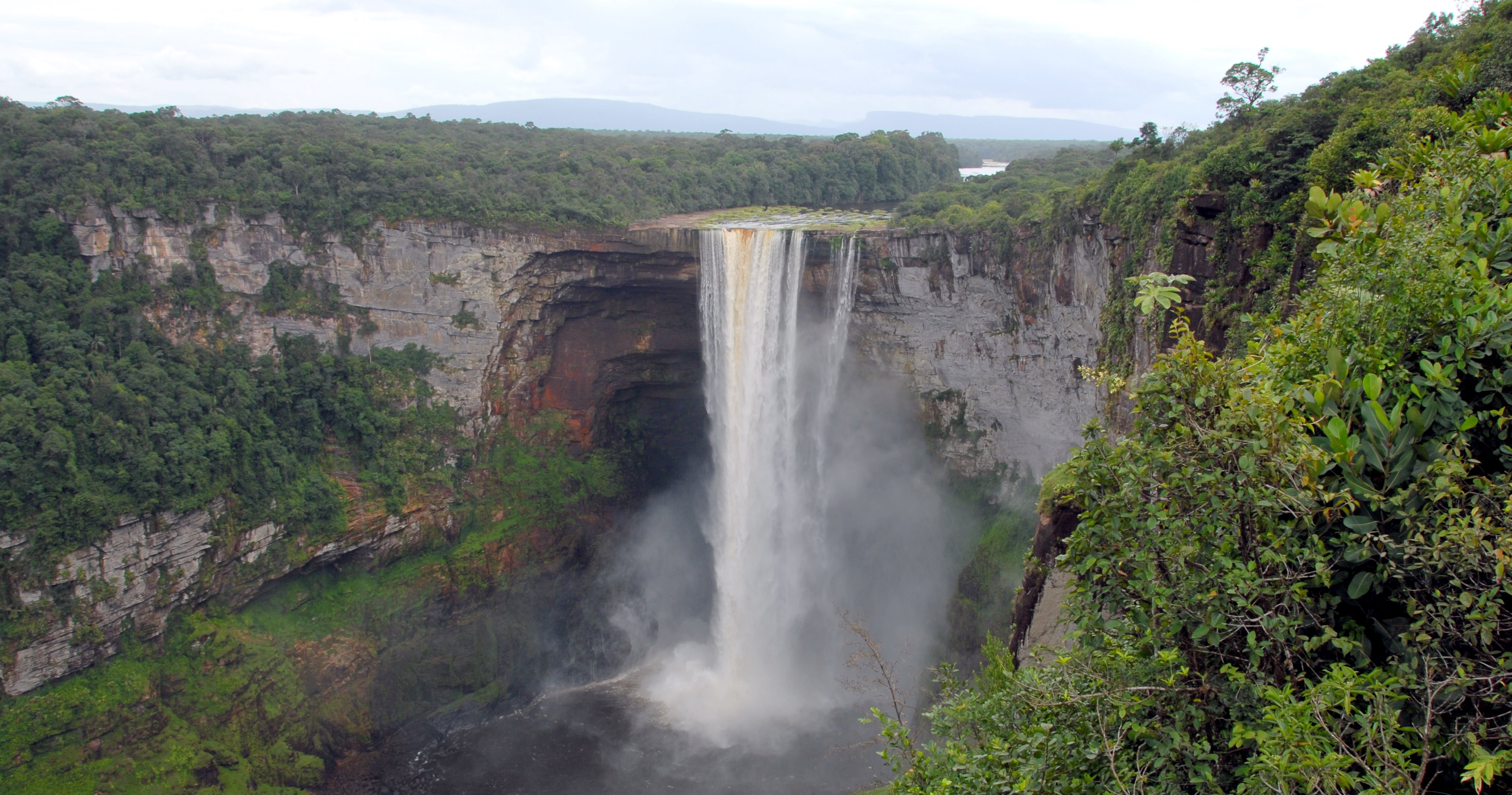
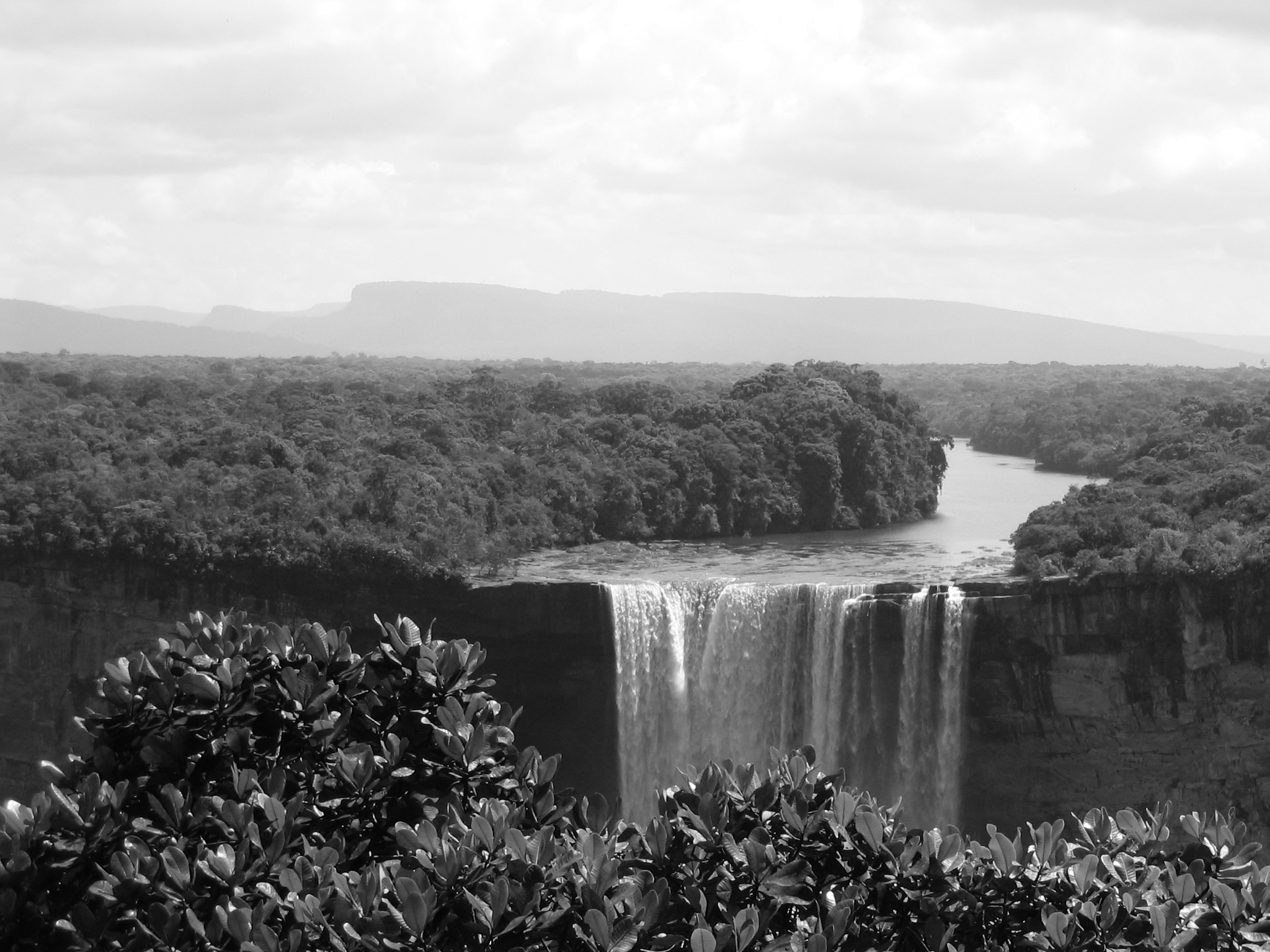